# 奥体中心站 (杭州市)
奥体中心站是杭州地铁6号线与7号线的一个换乘车站，位于中华人民共和国浙江省杭州市滨江区西兴街道飞虹路和七甲闸弄口。地处杭州奥体博览城区块，于2020年12月30日开通运营。

## 车站结构
奥体中心站为地下三层车站。其中站厅位于地下一层，7号线站台位于地下二层，6号线站台位于地下三层，宽16米，站前设置单渡线。6号线和7号线站台呈“T”字交叉，两线间设置有联络线。

### 楼层分布
| 地面 |                    | 出入口                           |  |  |
| -1层 | 站厅               | 自动售票机、客服中心、商业区     |  |  |
| -2层 |                    | █ 7号线 往吴山广场（市民中心）   |  |  |
|      | 岛式站台，左侧开门 |                                  |  |  |
|      |                    | █ 7号线 往江东二路（兴议）       |  |  |
| -3层 |                    | █ 6号线 往桂花西路或双浦（星民） |  |  |
|      | 岛式站台，左侧开门 |                                  |  |  |
|      |                    | █ 6号线 往枸桔弄（博览中心）     |  |  |

### 站厅
奥体中心站站站厅采用奥运五环、和平鸽、刻画有古希腊运动人物的不锈钢墙面等装饰，体现了“运动速度感、奥运精神”的设计理念。
- 6号线站厅
- 7号线站厅
- 站厅五环灯饰
- 6号线站台
- 7号线站台
- 站台灯饰
- 大字壁

## 出入口
奥体中心站共16个出入口，可以通往附近商业区和杭州奥体博览城“大小莲花”等体育场馆。初期开放C口、E口和G口。而后又开通A口和J1口。D2口－D5口于2024年6月11日启用。尔后又开通H1、H2口
| 编号                                                                      | 出口标识                | 建议前往的目的地                             | 照片 |
| ------------------------------------------------------------------------- | ----------------------- | -------------------------------------------- | ---- |
| A                                                                         | 飞虹路北侧              | 奔竞大道 杭州世纪中心                        |      |
| B · （暂未开通）                                                          | 飞虹路北侧              | 网球中心、主体育场                           |      |
| C                                                                         | 飞虹路北侧              | 杭州奥体博览城（网球中心、主体育场）         |      |
| D1 · （暂未开通）                                                         | 飞虹路南侧              | 丹枫路 臻奥院、绿地旭辉大厦                  |      |
| D2D3                                                                      | 飞虹路北侧              | 莲荷里、杭州奥体博览城（网球中心、主体育场） |      |
| D4 · （仅有垂梯）                                                         | 飞虹路北侧              | 莲荷里、杭州奥体博览城（主体育场）           |      |
| D5                                                                        | 飞虹路南侧              | 滨盛路 旭江华庭、水榭春天                    |      |
| E                                                                         | 飞虹路南侧              | 七甲闸弄 臻奥院                              |      |
| F                                                                         | 飞虹路南侧 七甲闸弄西侧 | 臻奥院                                       |      |
| G                                                                         | 七甲闸弄西侧 飞虹路南侧 | 臻奥院                                       |      |
| H1                                                                        | 七甲闸弄西侧            | 扬帆路 臻奥院、龙湖·春江彼岸                 |      |
| H2                                                                        | 七甲闸弄东侧            | 扬帆路、奔竞大道 臻奥院                      |      |
| J1J2                                                                      | 七甲闸弄东侧 飞虹路南侧 | 臻奥院                                       |      |
| K                                                                         | 飞虹路南侧 七甲闸弄东侧 | 奔竞大道 臻奥院                              |      |
| 註： 设有卫生间 \| 设有第三卫生间 \| 设有母婴室 \| 设有电梯 \| 设有商业区 |                         |                                              |      |

## 接驳交通
- 杭州公交

B、C口：地铁奥体中心站(B·C)
G、J1口：地铁奥体中心站(G·J)
- 杭州公共自行车

## 事件
2021年1月4日傍晚，紧邻奥体中心站东南角的信达壹号院四期工地发生基坑渗水
，导致7号线奥体中心站隧道进水，相关单位立即启动应急预案，7号线奥体中心站和兴议站于19点37分停运，7号线调整为明星路站至江东二路站运行，6号线在奥体中心站通过不停车。并组织有关人员进行排水和封堵，至午夜时分情况得到控制，无人员伤亡，地铁基坑和隧道处于安全状态，次日车站运营恢复，但A出入口暂时关闭，且明星路-奥体中心采取单线双向运营模式。